# Домашний чемпионат Великобритании 1934/1935
Домашний чемпионат Великобритании 1934/35 (англ. 1934–35 British Home Championship) — сорок седьмой розыгрыш Домашнего чемпионата, футбольного турнира с участием сборных четырёх стран Великобритании (Англии, Шотландии, Уэльса и Ирландии). Победу в турнире одержали сборные Англии и Шотландии, набравшие равное количество очков.
Турнир начался в сентябре 1934 года, когда Уэльс в Кардиффе был разгромлен Англией со счётом 0:4. В октябре Ирландия в Белфасте победила Шотландию со счётом 2:1. В следующем месяце шотландцы в Абердине обыграли валлийцев со счётом 3:2. В феврале 1935 года англичане в Ливерпуле обыграли ирландцев со счётом 2:1. В марте Уэльс в Рексеме победил Ирландию со счётом 3:1. Этот матч судил немец Пеко Баувенс, став первым иностранным судьёй, который обслужил матч Домашнего чемпионата. В решающей игре, которая прошла в Глазго 6 апреля 1935 года, Шотландия обыграла Англию со счётом 2:0. Шотландцы догнали англичан по очкам, а дополнительные критерии типа разницы голов тогда не применялись, поэтому чемпионский титул «разделили» сборные Англии и Шотландии.

## Турнирная таблица
| Поз | Команда       | И | В | Н | П | МЗ | МП | РМ | О |
| --- | ------------- | - | - | - | - | -- | -- | -- | - |
| 1   | Англия (Ч)    | 3 | 2 | 0 | 1 | 6  | 3  | +3 | 4 |
| 1   | Шотландия (Ч) | 3 | 2 | 0 | 1 | 6  | 4  | +2 | 4 |
| 3   | Ирландия      | 3 | 1 | 0 | 2 | 4  | 6  | −2 | 2 |
| 3   | Уэльс         | 3 | 1 | 0 | 2 | 5  | 8  | −3 | 2 |

## Результаты матчей
| Уэльс | 0:4     | Англия                                   |
| ----- | ------- | ---------------------------------------- |
|       | (отчёт) | - Тилсон 10′ 85′ - Брук 30′ - Мэтьюз 64′ |

| Ирландия                   | 2:1     | Шотландия    |
| -------------------------- | ------- | ------------ |
| - Мартин 80′ - Коултер 90′ | (отчёт) | Галлахер 40′ |

| Шотландия                     | 3:2     | Уэльс                     |
| ----------------------------- | ------- | ------------------------- |
| - Данкан 23′ - Нейпир 46′ 85′ | (отчёт) | - Филлипс 72′ - Астли 88′ |

| Англия         | 2:1     | Ирландия      |
| -------------- | ------- | ------------- |
| Бастин 18′ 70′ | (отчёт) | Стивенсон 50′ |

| Уэльс                                         | 3:1     | Ирландия    |
| --------------------------------------------- | ------- | ----------- |
| - Джонс 7′ - Филлипс 23′ (пен.) - Хопкинс 85′ | (отчёт) | Бамбрик 22′ |

| Шотландия      | 2:0     | Англия |
| -------------- | ------- | ------ |
| Данкан 43′ 49′ | (отчёт) |        |

## Победители
| Победитель Домашнего чемпионата 1934/35 |
| Англия Двадцать четвёртый титул         |

| Победитель Домашнего чемпионата 1934/35 |
| Шотландия Двадцать пятый титул          |

## Бомбардиры
- 3 гола
  -  Дэлли Данкан[англ.]

- 2 гола
  -  Клифф Бастин
  -  Фред Тилсон
  -  Чарли Филлипс[англ.]
  -  Чарли Нейпир[англ.]